# 에티온
에티온(ethion, C9H22O4P2S4)은 유기인산 살충제이다. 에티온은 아세틸콜린에스터레이스 등의 효소에 영향을 주고 이 효소의 효력을 방지하도록 만드는 것으로 알려져 있다.

## 같이 보기
- 살충제